# Balaraja

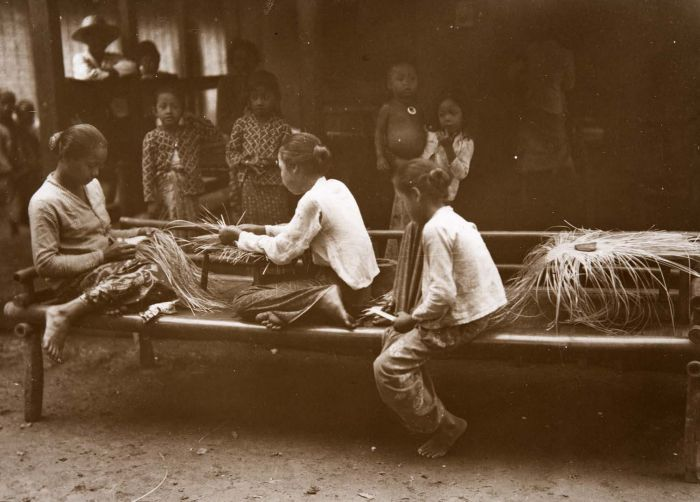
Hoedenvlechtsters aan het werk in Balaradja.

Balaraja (ook wel Balaradja) is een plaats in de huidige provincie Banten in het westen van Java, Indonesië.